# Edificio del Banco do Brasil
L'Edificio del Banco do Brasil (in portoghese: Edifício do Banco do Brasil) è un grattacielo della città di San Paolo in Brasile.

## Storia
L'edificio venne eretto nel 1954 per ospitare gli uffici del Banco do Brasil, dopo che questi lasciò la sua sede originaria situata nella Rua Álvares Penteado.

## Descrizione
L'imponente edificio, situato di fronte all'altresì celebre e più antico Edificio Martinelli, presenta una struttura a gradoni. Si eleva per 143 metri e 24 piani.

## Galleria d'immagini

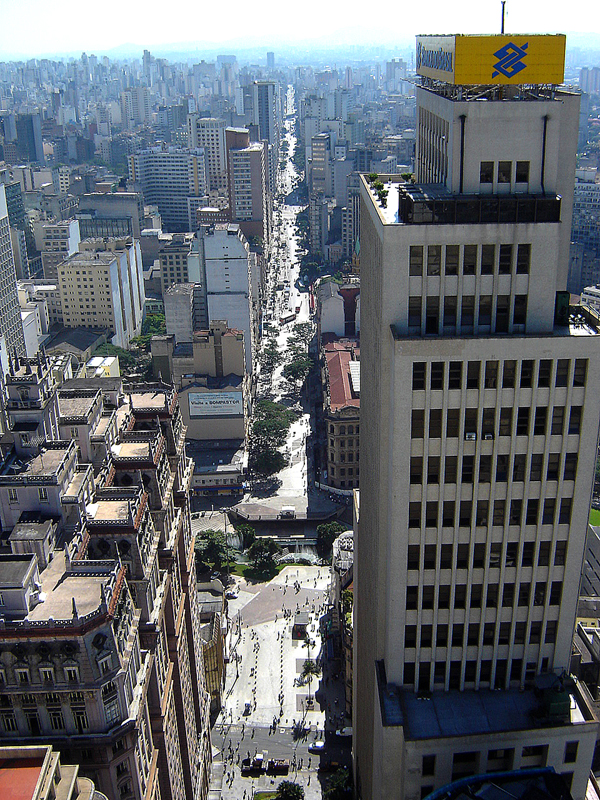
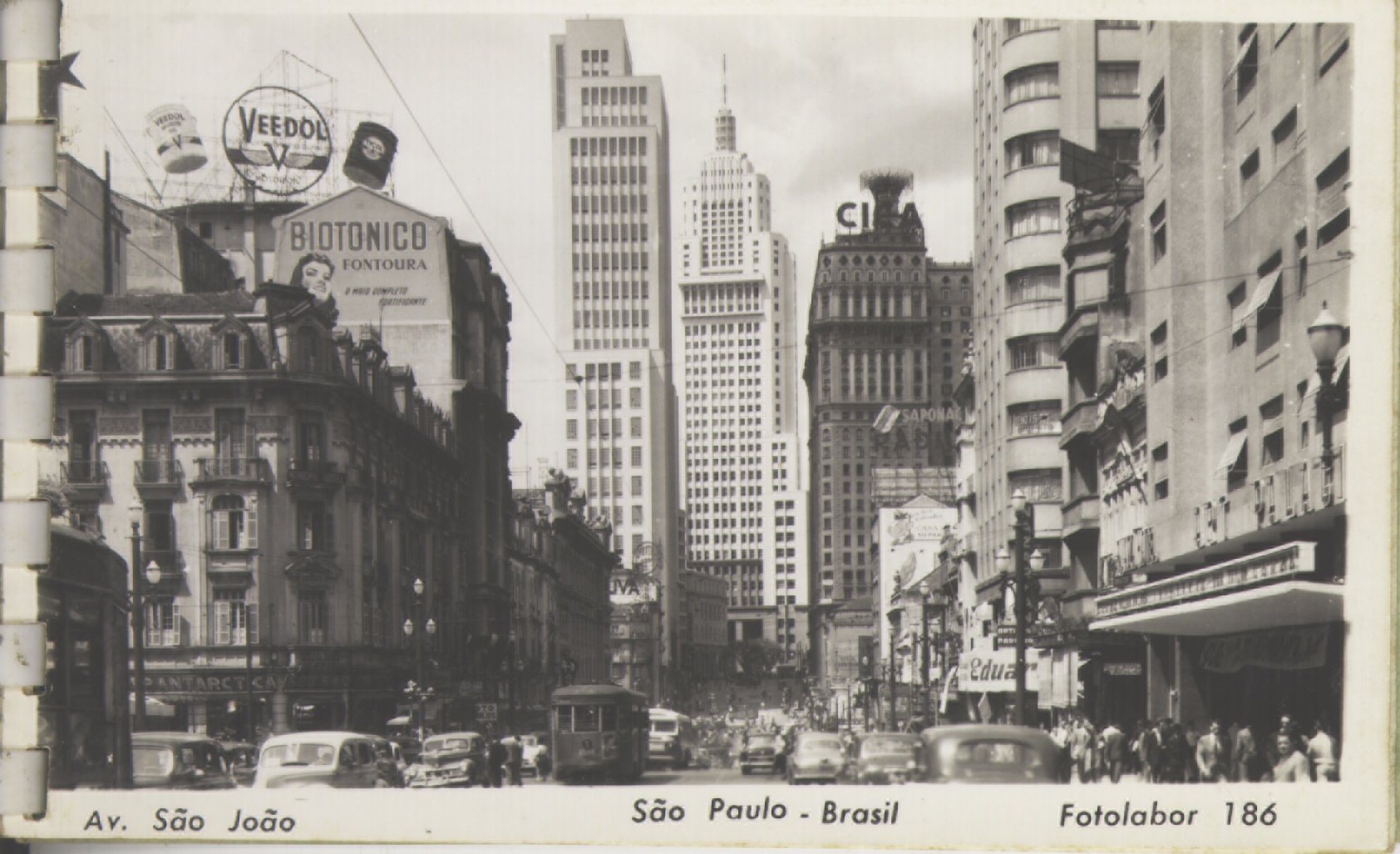
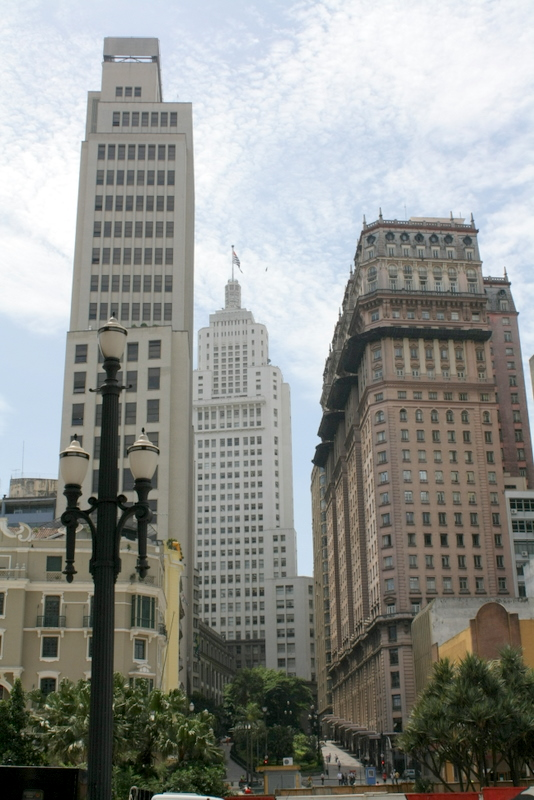